# 현저동
현저동(峴底洞, Hyeonjeo-dong)은 대한민국 서울특별시 서대문구에 있는 법정동이다. 행정동으로 천연동에 속해 있으며, 독립근린공원 및 임시정부기념관 등의 역사유적과 안산도시자연공원 등의 자연녹지로 널리 알려져 있다.

## 개요
조선시대에는 한양도성 밖 성저십리의 서부 반송방 지하계 모화현(慕華峴)이라 이름지어졌던 곳으로, 본래 밤나무와 소나무의 수목이 무성하여 도성 사람들의 활쏘기 등 놀이터로서 모여드는 이가 많은 곳이었다. 현저동이라는 이름으로 불리우게 된 것은 1914년 4월 1일의 일로, 그 때에 조선총독부가 경성부 행정구역을 개편하면서 붙인 이름이다. 이는 오늘날 무악재라 불리는 안산과 인왕산 사이의 고개에 붙여진 무악현(毋岳峴) 아래에 있다고 하여 유래된 것으로 알려져 있다. 1936년 4월 1일에는 명칭을 현저정(峴底町)이라고 하였다가, 해방 후 1946년 10월 1일에 다시 현저동으로 개칭되었다. 1975년 10월 1일에는 통일로 윗쪽의 지역을 무악동으로 분리하여 종로구에 편입시키면서 관할 면적이 줄어들었다.:60-67
1975년 무렵 현저동은 난개발로 인해 무악동을 제외하였음에도 인구가 2만명을 넘는 수준의 큰 행정구역이었으나, 여러 차례의 재개발을 거치며 1998년 무렵에는 상주인구가 약 5천명 수준으로 줄어들었다. 이에 1998년 10월 7일에는 독자적인 행정동으로서의 지위를 잃고, 천연동에 편입되었다.:40

## 역사
조선시대의 서부 반송방(盤松坊)은 한양도성의 교외 역할을 할 돈의문 밖 신도시로서 조선초기부터 기획된 공간으로, 의주로를 중심으로 주거와 유통망이 함께 발달하며 인구가 집중된 번화가를 이루어고 있었다. 그 중에서도 현저동은 중국으로부터의 사신을 접대하는 영빈관인 모화관(慕華館)을 중심으로 하는 조선의 대중외교의 중심지로, 여러 역참(驛站)을 갖추고 있어 그에 수반된 인구가 다수 거주하는 곳이었다.:109-118
교외 주거지역으로서 현저동의 역할은 1920년대에 경성부의 주택난이 심각해지면서 더욱 강화되었다. 1918년 현저동에 서대문형무소가 들어서게 되면서 이축되기 전의 독립문은 경성부를 가로지르는 경성전차 영천선:203의 서북부 종점 역할을 하고 있었다. 이러한 교통시설에 힙임어 현저동은 서울 도심과 외곽 도시를 잇는 상업지대이자 주거지역으로 발전하면서 지가가 8배 이상 급등할 정도로 큰 확장을 이루었다.:146
현저동은 본래 영천동과 구분이 어려운 생활경계를 이루고 있었으나, 1960~70년대 무렵 통일로의 확장, 성산고가차도의 건설 및 독립문·영은문주초의 이축 과정에서 독립적인 구획으로 거듭나게 되었고, 같은 시기에 통일로 건너편 지역이 무악동으로 분리되어 별도의 행정구역이 되었다. 독립된 행정구역으로서 현저동은 1980~90년대 서대문형무소의 폐쇄 이후 독립근린공원을 중심으로 한 대규모 재개발을 겪으면서 오늘날과 같이 독립문 극동아파트, 독립근린공원 및 독립문 등이 주요한 풍경을 이루는 모습으로 재탄생 되었다. 그러나 독립근린공원과 떨어진 현저동의 북쪽은 현재까지도 개발방식에 대한 이견 등으로 인해 재개발이 이루어지지 않은 채 한성과학고등학교 주변으로 여러 빈집이 늘어서 있다.

## 시설
- 독립근린공원
- 독립문
- 서대문형무소 역사관
- 안산도시자연공원
- 영은문주초
- 이진아도서관
- 임시정부기념관
- 한성과학고등학교

## 갤러리

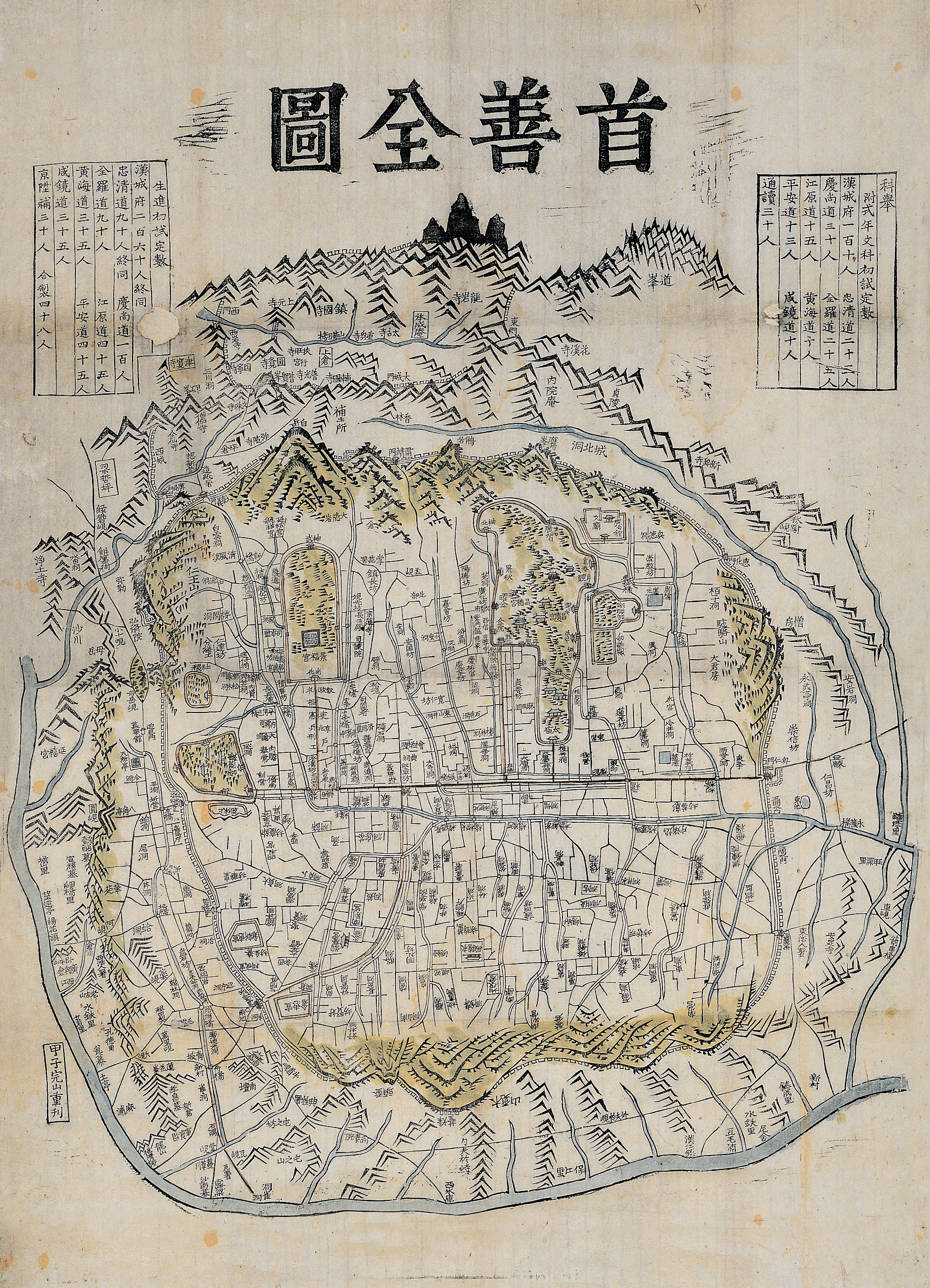
무악현(毋岳峴)이 표기된 수선전도
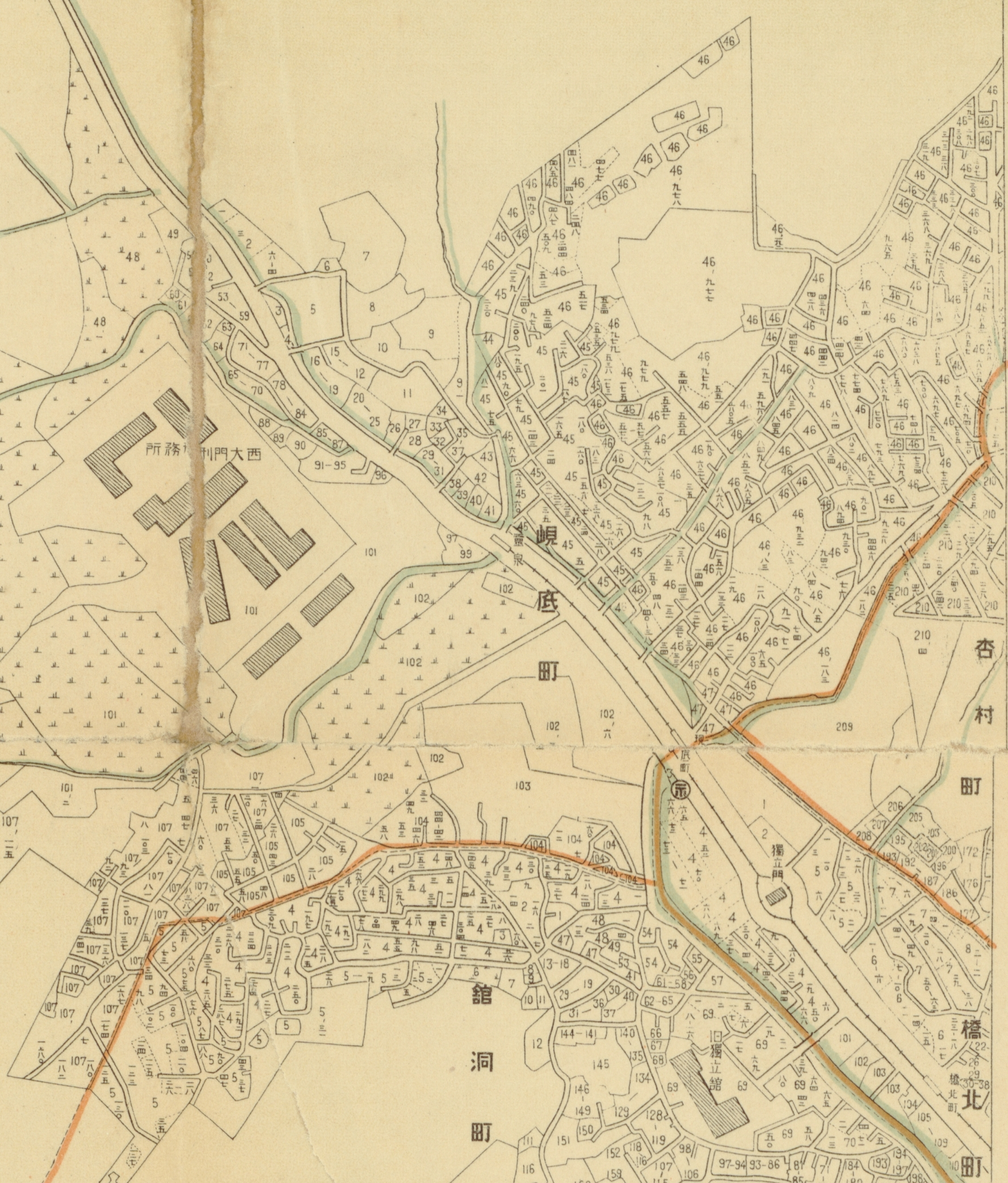
현저정(峴底町)이 표기된 대경성정도

## 같이 보기
- 서대문구
- 천연동
- 무악동